# Конфлюэнтная любовь
Конфлюэнтная любовь (англ. Confluent Love), любовь-слияние, постклассическая любовь — это такой тип любви, при котором люди стремятся создать значимые отношения, основанные на любви и уважении, а не на приверженности. Термин ввёл в научный оборот социолог Э. Гидденс , он описал конфлюэнтную любовь как социальные отношения, в которые люди вступают ради самих себя, и в которые люди погружаются и остаются в них только в той мере и продолжительности, в какой каждая сторона отношений считает, что их связь обеспечивает достаточное удовлетворение для каждого из них.
Теория конфлюэнтной любви Гидденса подвергнута критике у разных авторов.
В 21 веке конфлюэнтная любовь стала мейнстримом в любовных отношениях.

## Теория
В 1992 году британский социолог Энтони Гидденс (англ. Anthony Giddens} в книге «The Transformation of Intimacy» описал распространяющийся в обществе тип любви, основанный на открытом общении и взаимном обмене, и назвал его «конфлюэнтной любовью» (англ. Confluent Love). Конфлюэнтная любовь отличается от романтической любви в первую очередь тем, что требует равенства в гендерных отношениях. В конфлюэнтной любви влюбленные равно открыты друг перед другом.
В конфлюэнтных любовных отношениях эмоциональное управление разделено поровну между партнёрами, в них женщины более автономны, чем в романтических отношениях. Конфлюэнтная любовь связана с идеей любовных отношений, которую Гидденс назвал «чистыми отношениями» (англ. pure relationship), которые более условны и открыты для трансформации, чем романтическая любовь с её популярным мифом о вечной любви. Ключевой динамикой поддержания «чистых отношений» является взаимное раскрытие партнёров друг перед другом и оценка каждым уникальных качеств друг друга.
Такие отношения поддерживаются до тех пор, пока это выгодно (приносит пользу) для вступивших в них людей. Когда человек обнаруживает, что текущие любовные отношения больше не приносят пользы, он начинает искать значимую альтернативу.
Конфлюэнтные любовные отношения вошли в современный мейнстрим в 2010-х.
Философ Р. Г. Апресян описал конфлюэнтную любовь как постклассическое понимание любви, тогда как романтическая любовь у него относится к классическому понятию о любви.
Конфлюэнтные любовные отношения не обязательно должны быть моногамными и гетеросексуальными, теория конфлюэнтной любви Гидденса может быть полезна в понимании консенсуальных немоногамных отношений.
Э. Гидденс выделил следующие признаки романтической любви:
1. преобладание привязанности к субъекту отношений, при этом привязанность воспринимается атрибутом возвышенных чувств, стоящих над сексуальным желанием;
2. субъекты романтических отношений ориентированы на долгосрочную перспективу развития своих отношений;
3. образ и форма взаимоотношений регламентируется любовной этикой;
4. романтическая любовь ориентирована на гетеросексуальную пару.

У конфлюэнтной любви (любви постклассического типа) характерными являются другие признаки:
1. духовная любовь опосредована сексуальным желанием;
2. сексуальные умения и сексуальная удовлетворенность являются источником и отправной точкой отношений;
3. конфлюэнтная любовь не обязательно подразумевает гетеросексуальную моногамную пару;
4. главная ценность конфлюэнтной любви — сами отношения, а объект любви не воспринимается в качестве неповторимого, единственного и (в идеале) обретенного навсегда.

Конфлюэнтная любовь сосредоточена на сексуальном аспекте отношений, а любовный мотив отношений в ней отодвинут на задний план.
В случае пансексуальности конфлюэнтная любовь растворяется в ней и теряет своё содержание.
Одни исследователи считают конфлюэтную любовь и идею чистых отношений тесно связанной с полиаморией. Другие выделяют в полиамории черты и конфлюэтной любви, и романтической любви одновременно, в такой классификации полиаморная любовь по структуре и форме близка к конфлюэнтному типу любви, а по источнику и продолжительности отношений тяготеет к романтическому типу любви.

## Критика
Различные авторы подвергли теорию конфлюэнтной любви Гидденса критике:
- Carrington, 1999: No place like home: Relationships and family life among Lesbians and Gay Men.
- Jamieson, 1999: Intimacy transformed? A critical look at the “pure relationship”.
- Carter, 2007:The heart of whiteness: Normal sexuality and race in America, 1880–1940.
- Klesse, 2007: The spectre of promiscuity.
- Bauer, 2014: Queer BDSM intimacies. Critical consent and pushing boundaries.